# Кубок Словаччини з футболу 2025—2026
Кубок Словаччини з футболу 2025–2026 — 33-й розіграш кубкового футбольного турніру в Словаччині. Титул захищає Спартак (Трнава).

## Календар
| Раунд            | Дата                      | Матчі | Клуби     |
| ---------------- | ------------------------- | ----- | --------- |
| Попередній раунд | 18 липня – 3 серпня 2025  | 62    | 292 → 230 |
| Перший раунд     | 26 липня – 13 серпня 2025 | 102   | 230 → 128 |
| 1/64 фіналу      | 20–27 серпня 2025         | 64    | 128 → 64  |
| 1/32 фіналу      |                           | 32    | 64 → 32   |
| 1/16 фіналу      |                           | 16    | 32 → 16   |
| 1/8 фіналу       |                           | 8     | 16 → 8    |
| 1/4 фіналу       |                           | 4     | 8 → 4     |
| 1/2 фіналу       |                           | 4     | 4 → 2     |
| Фінал            |                           | 1     | 2 → 1     |